# Dinamika
Dinamika (prema grč. δυναμıϰός: snažan, jak; pokretljiv, od δύναμıς: sila, snaga) je grana klasične mehanike koja povezuje gibanje tijela sa silama koje djeluju na tijelo. Galileo Galilei je zasnovao mehaniku na matematičkim i eksperimentalnim dokazima (1638.), dok je Isaac Newton u djelu Matematički principi filozofije prirode (1687.) sintetizirao mehaniku u aksiome i zakone (definicije).
Prema predmetu istraživanja dinamika se može podijeliti na dinamiku materijalne točke, sustava materijalnih točaka, krutog tijela, dinamiku tekućina, elektrodinamiku, titranje i valove, relativističku dinamiku i valno-čestičnu dinamiku (kvantna mehanika). Temeljni su zakoni u rješavanju dinamičkih problema zakoni očuvanja energije i količine gibanja, princip virtualnih pomaka (d’Alembertovo načelo), Lagrangeove generalizirane jednadžbe gibanja i Hamiltonov varijacijski princip (Hamilton–Jacobijeva jednadžba gibanja). U dinamici krutoga tijela važan je pojam težište, jer se giba kao da je u njemu koncentrirana masa tijela, odnosno ukupna masa čestica u sustavu. Newtonova dinamika podudara se s iskustvom i osnova je klasične fizike. Zakoni relativističke dinamike vrijede na velikim brzinama i dolaze do izražaja u akceleratorskim pokusima u fizici elementarnih čestica.
Dinamika fluida proučava gibanje tekućina i plinova (fluidi). Zbog povijesnih razloga, naziva se hidromehanikom, ako se bavi tekućinama, a aerodinamikom ako uzima u obzir stlačivost i viskozno trenje (otpor sredstva) u plinovima. Stacionarno strujanje idealne tekućine opisuju jednadžba kontinuiteta i Bernoullijeva jednadžba. U laminarnim strujanjima tanki slojevi fluida struje bez miješanja. Pri većim brzinama, čestice fluida prelaze iz jednoga sloja u drugi i nastaju vrtlozi. Kriterij prema kojemu se može utvrditi hoće li u danim okolnostima nastupiti laminarno ili turbulentno strujanje fluida je Reynoldsov broj.

## Povijest
Povijest dinamike i kinematike započinje zapravo s renesansom koja je imala glavnu zaslugu. O dinamici je stari svijet imao nepotpuno i djelomično posve pogrešne predstave. Tako oštri mislioci kao antički Grci u matematici i filozofiji nisu razvili ni najosnovnije dinamičke pojmove. Tek ponegdje nailazimo na tragove dinamičkih načela, no sveukupna slika o gibanju tijela je mutna i mistična. Nedovoljno iskustvo navelo je Grke na mišljenje da gibanje nekog tijela traje samo tako dugo dok na tijelo djeluje sila. Kada prestaje djelovanje takve sile, tada prestaje i gibanje tijela. Budući da se sve u svemiru neprestani kreće, morao bi biti netko tko čitav taj svijet stalno pokreće. I o padanju tijela nailazimo u Aristotelovoj fizici na sasvim pogrešne stavke. Na spekulativan način dokazuje Aristotel, da teža tijela padaju brže, a lakša polaganije. Poput ostalih idealističkih filozofa on se malo brine za iskustvo. 
Dok se o prirodi samo spekuliralo, bilo je Aristotelovo mišljenje dobro kao i svako drugo, međutim s razvojem eksperimentalnih metoda (pokusi) na početku novog vijeka ubrzo su se pokazala neodrživim stara dinamička shvaćanja. Neumornim skupljanjem iskustva i stvaranjem eksperimentalne metodike, koja ostvaruje što jednostavnije fizikalne odnose, dinamika je napredovala korak po korak. Jedan od prvih je L. da Vinci koji je djelomično spoznao zakone gibanja na kosini. Nastavljajući takva ispitivanja, došao je G. Galilei do zakona slobodnog pada i gibanja po kosini. Galilei je vrlo točno odredio osnovne pojmove mehanike, kao brzinu, ubrzanje, jednoliko pravocrtno gibanje i jednoliko ubrzano gibanje. Čitava dalja izgradnja dinamike temelji se na njegovu radu. Galilei je spoznao slobodni pad kao osobiti slučaj jednolikog ubrzanog gibanja, i on je iz definicije jednoliko ubrzanog gibanja izveo zakone slobodnog pada. Svestrani pokusi su pokazali da u zrakopraznom prostoru sva tijela padaju jednako brzo. Pored zakona slobodnog pada, Galilei je postavio i zakone gibanja na kosini. Granični slučaj gibanja na kosini je gibanje na vodoravnoj ravnini, gibanje jednoliko po pravcu. 
Pomnim ispitivanjima Galilei je utvrdio da se na vodoravnim glatkim ravninama kreću tijela to dalje što je trenje manje. Poopćivši takva iskustva, Galilei je postavio temeljni zakon da se sva tijela izvan djelovanja sila kreću konstantnom brzinom po pravcu ili miruju. Pojam tromosti ili inercije bio je s razvojem ratne tehnike, pušaka i topova pripravljen; njegovo opće određivanje bilo je samo pitanje vremena.

### Newtonovi zakoni
Newtonovi zakoni su 4 temeljna aksioma mehanike:
- Prvi Newtonov zakon (zakon tromosti ili inercije) tvrdi da svako tijelo ostaje u stanju mirovanja ili jednolikoga gibanja po pravcu dok ga neka vanjska sila ne prisili da to stanje promijeni. Taj je aksiom Newton preuzeo od Galilea Galileija, koji ga je izveo već 1638.
- Drugi Newtonov zakon (zakon gibanja) tvrdi da promjena količine gibanja razmjerna je sili koja djeluje, a odvija se u smjeru te sile. Kako je Newton količinom gibanja nazivao produkt mase i brzine (m · v), taj aksiom istovremeno određuje ili definira silu (F) i uvodi fizikalnu veličinu masu kao svojstvo tijela:

{\displaystyle F={\frac {\Delta (m\cdot v)}{\Delta t}}}
gdje je: t - vrijeme. U klasičnoj mehanici, pod pretpostavkom konstantnosti ili nepromjenjivosti mase, jednakost poprima oblik:
{\displaystyle F=m\cdot {\frac {\Delta v}{\Delta t}}=m\cdot a}
i time se uvodi veličina koja se naziva ubrzanje ili akceleracija a. Iz Newtonove definicije slijedi da se sila može očitovati i kao promjena mase. To omogućuje da se klasična mehanika javlja kao poseban slučaj teorije relativnosti za brzine koje nisu bliske brzini svjetlosti.
- Treći Newtonov zakon (zakon akcije i reakcije) tvrdi da uz svaku silu koja proizlazi iz djelovanja okoline na tijelo javlja protusila ili reakcija koja je iznosom jednaka sili, ali je suprotnoga smjera.
- Newtonov zakon gravitacije tvrdi da se bilo koja dva tijela ili čestice uzajamno privlače silom razmjernom njihovim masama m1 i m2, a obrnuto razmjernom kvadratu njihove udaljenosti r :

{\displaystyle F=G\cdot {\frac {m_{1}\cdot m_{2}}{r^{2}}}\ }
gdje je:
- F - uzajamna sila privlačenja između dva tijela (kg), i vrijedi F = F1 = F2,
- G - univerzalna gravitacijska konstanta koja otprilike iznosi 6.67428 × 10−11 N m2 kg−2,
- m1 - masa prvog tijela (kg),
- m2 - masa drugog tijela (kg), i
- r - međusobna udaljenost između središta dva tijela (m).[3]

### Galileijevo načelo relativnosti
Galileijevo načelo relativnosti je načelo klasične fizike za preračunavanje koordinata i brzina čestica između dvaju inercijskih sustava koji se jedan u odnosu na drugi gibaju stalnom brzinom. Vrijedi samo za male brzine. Za brzine bliske brzini svjetlosti vrijede Lorentzove transformacije.

## Vanjske poveznice
- Web courseware Povijest fizike